# Micky Erbe
Micky Richard Erbe, conosciuto come Micky Erbe (Passaic, 1º giugno 1946 – Toronto, 11 aprile 2021), è stato un compositore statunitense.
Ha composto musiche per film, serie televisive e documentari, tra cui: Passi di follia, Pianeta Terra - Cronaca di un'invasione e Space Station 3D.

## Filmografia parziale

### Cinema
- Passi di follia (Dancing in the Dark), regia di Bill Corcoran (1995)

### Televisione
- Adderly - serie TV, 44 episodi (1986-1988)
- Alfred Hitchcock presenta (Alfred Hitchcock Presents) - serie TV, 14 episodi (1987-1989)
- Ai confini della realtà (The Twilight Zone) - serie TV, 2 episodi (1988-1989)
- E.N.G. - Presa diretta (E.N.G.) - serie TV, 34 episodi (1989-1994)
- Pianeta Terra - Cronaca di un'invasione (Earth: Final Conflict) - serie TV, 110 episodi (1997-2002)
- Blackjack - film TV, regia di John Woo (1998)
- Space Station 3D - film documentario, regia di Tony Myers (2002)

## Premi
- Gemini Awards - vinto nel 1998 per Pianeta Terra - Cronaca di un'invasione, in collaborazione con Maribeth Solomon.[2]